# UC-45号潜艇
陛下之UC-45号艇是德意志帝国海军于第一次世界大战期间建造的其中一艘UC-II型近岸布雷潜艇或称U艇。它由汉堡的伏尔铿船厂承建，于1916年10月20日新船下水，至同年11月18日交付使用。其全长49.45米，水面及水下排水量分别为400吨和480吨，艇载武器则包括三具鱼雷发射管、六具水雷滑射槽以及一门88毫米口径甲板炮。UC-45号入役后曾被部署至北海的第一区舰队，并参与了大西洋潜艇战。通过其五次巡逻，共直接或间接击沉12艘协约国或中立国商船，容积总吨累计为16854吨。1917年9月17日，UC-45号因一次潜航事故而在北海沉没，艇内35名官兵全数阵亡。其残骸于1918年4月11日被打捞上岸，并在完成修复后重新入役。战后，根据对德停战协定的要求，该艇于1918年11月24日被引渡至英国哈维奇正式投降，至1919－1920年间在普雷斯顿拆解报废。

## 设计
1915年秋天，由于中立国美国的干预，U艇战几乎陷入停顿，导致德国广泛开展《国际法》所允许的水雷战，从而使布雷潜艇的需求量相应增加。德意志帝国海军潜艇监察局（Inspektion des U-Bootwesens）的开发部门留意到了这一点，遂以UB-II型为基础，按照兼顾布雷效率和生产速度的要求，以41号工程的名义设计了UC-II型潜艇。为了弥补前型UC-I型的缺陷，UC-II型艇不仅更大，而且采用双轴推进系统。然而，与前型最主要的区别在于，UC-II型艇重新运用了双壳体结构。但它并非纯粹的双体潜艇，而是一种中间过渡型；因为外层没有封闭耐压壳体，而是作为鞍形水柜附在上方。
UC-45号是64艘UC-II型方案的其中一艘。这个亚型的艇体结构与UB-II型类似，但体积更大，全长为49.45米，并有3.68米的吃水深度；由于不再考虑铁路运输的装载限界，舷宽也得以增至5.22米。其水上和水下排水量分别为400吨和480吨。艇只采用两台科尔庭六缸四冲程520匹公制馬力（380千瓦特）柴油机用于水面运行，以及两台460匹公制馬力（340千瓦特）的西门子-舒克特电动发电机用于水下航行；水面最高航速11.7節（21.7每小時），水下6.7節（12.4每小時）；能够在水面以7節（13每小時）航速续航9,410海里（17,430），或以4節（7.4每小時）连续在水下航行60海里（110）而无需充电。其潜没需时约为48秒，能够在50米的深度下运作。
作为布雷潜艇，UC-45号改将六具布雷滑射槽安装在艇体前部，每具储存井内的水雷数量增至3枚，即合共18枚UC200型水雷。布雷时只需将存储井底部的盖板打开，水雷便可凭借自身重量滑入水中。随着滑射槽长度增加，艇体艏楼的上层建筑被抬高，上层建筑与司令塔之间的凹陷处布置了一门88毫米30倍径速射炮作为甲板炮。但由于位置相对较低，火炮甲板在恶劣海况下很容易被涌浪淹没。此外，UC-45号还装备有三具500毫米鱼雷发射管，这极大提升了潜艇的攻击能力。其中艇艏两具外置在两侧、艇艉一具则为内置式，并可搭载合共7枚G6型鱼雷。其标准船员编制为3名军官及23名水兵。

## 历史
1915年11月20日，在海军元帅阿尔弗雷德·冯·提尔皮茨的倡议下，国家海军办公室分别向三家德国造船厂合共增订15艘UC-II型潜艇。UC-45号因此成为汉堡伏尔铿船厂承建的第二批次（UC-40至UC-45号）的末艇，建造编号为78。它于1916年10月00日新船下水，至同年11月18日在首度担任艇长的海军上尉胡贝特·奥斯特的指挥下交付使用，随即展开海试。在奥斯特之后，汉斯·索尔格尔中尉和韦尔纳·阿克曼中尉也曾相继担任过该艇指挥官。完成海试后，UC-45号于1917年2月10日被编入驻布伦斯比特尔科格的第一潜艇区舰队服役。
在仅七个月的服役生涯中，UC-45号参与了大西洋潜艇战，并通过其五次布雷及破交战巡逻，合共击沉协约国或中立国的12艘商船，容积总吨累计为16854吨。其中，体积最大的受害者是容积总吨为6699吨的英国货轮斐弥俄斯号（Phemius）；它于1917年6月4日从利物浦前往香港途中，在距梅奥郡的鹰岛西北约80海里（150）处遭UC-45号发射鱼雷击沉。
1917年9月17日，UC-45号在黑尔戈兰岛附近的北海海域（54°9′N 7°35′E / 54.150°N 7.583°E）进行潜航机动时意外沉没，导致艇内35名官兵全数阵亡。潜艇残骸于1918年4月11日由救助拖船火神号打捞上岸并进行修复，至同年10月24日重新入役，但未再参与任何行动。战后，根据对德停战协定的要求，UC-45号于1918年11月24日被引渡至英国哈维奇正式向协约国投降。1919年3月3日，英国海军部将艇体与发动机分别作价1500和4000英镑售予T·W·沃德公司，艇体至1919－1920年间在普雷斯顿拆解报废。

## 袭击历史摘要
| 日期          | 船名            | 船籍 | 吨位 | 结局 |
| ------------- | --------------- | ---- | ---- | ---- |
| 1917年3月19日 | 波鲁克斯号      | 挪威 | 1196 | 击沉 |
| 1917年3月22日 | 埃格奈斯号      | 挪威 | 399  | 击沉 |
| 1917年3月22日 | 苏珊娜号        | 挪威 | 442  | 击沉 |
| 1917年3月23日 | 布隆沃格号      | 挪威 | 695  | 击沉 |
| 1917年4月17日 | 布列塔尼号      | 丹麦 | 1110 | 击沉 |
| 1917年4月17日 | 查尔斯·古达纽号 | 英国 | 791  | 击沉 |
| 1917年4月18日 | 路易斯安纳号    | 丹麦 | 3015 | 击沉 |
| 1917年5月26日 | 圣于贝号        | 法國 | 423  | 击沉 |
| 1917年5月28日 | 泰厄号          | 挪威 | 1974 | 击沉 |
| 1917年6月4日  | 斐弥俄斯号      | 英国 | 6699 | 击沉 |
| 1917年6月7日  | 金希望号        | 英国 | 67   | 击沉 |
| 1917年7月13日 | 阿夫拉姆号      | 丹麦 | 43   | 击沉 |

## 脚注
1. 1 2 3 4  Helgason, Guðmundur. . German and Austrian U-boats of World War I - Kaiserliche Marine - Uboat.net.   [2009-02-23].
2. ↑  Tarrant，第173頁.
3. 1 2 3  Gröner 1991，第31-32頁.
4. 1 2  Helgason, Guðmundur. . German and Austrian U-boats of World War I - Kaiserliche Marine - Uboat.net.   [2015-02-23].
5. ↑  Helgason, Guðmundur. . German and Austrian U-boats of World War I - Kaiserliche Marine - Uboat.net.   [2015-02-23].
6. ↑  Helgason, Guðmundur. . German and Austrian U-boats of World War I - Kaiserliche Marine - Uboat.net.   [2015-02-23].
7. ↑  陈进，第48頁.
8. ↑  . Navypedia.   [2022-09-16]. （原始内容存档于2023-01-20）.
9. ↑  陈进，第46頁.
10. ↑  Michelsen，第48頁.
11. ↑  陈进，第165頁.
12. 1 2  Helgason, Guðmundur. . German and Austrian U-boats of World War I - Kaiserliche Marine - Uboat.net.   [2015-02-23].
13. ↑  Helgason, Guðmundur. . German and Austrian U-boats of World War I - Kaiserliche Marine - Uboat.net.   [2022-09-15].
14. ↑  NARS，第65頁.
15. ↑  Dodson & Cant，第131頁.